# Spectroscopie laser ultrarapide
 (décembre 2021).
La mise en forme du texte ne suit pas les recommandations de Wikipédia : il faut le « wikifier ».
Les points d'amélioration suivants sont les cas les plus fréquents. Le détail des points à revoir est peut-être précisé sur la page de discussion.
- Les titres sont pré-formatés par le logiciel. Ils ne sont ni en capitales, ni en gras.
- Le texte ne doit pas être écrit en capitales (les noms de famille non plus), ni en gras, ni en italique, ni en « petit »…
- Le gras n'est utilisé que pour surligner le titre de l'article dans l'introduction, une seule fois.
- L'italique est rarement utilisé : mots en langue étrangère, titres d'œuvres, noms de bateaux, etc.
- Les citations ne sont pas en italique mais en corps de texte normal. Elles sont entourées par des guillemets français : « et ».
- Les listes à puces sont à éviter, des paragraphes rédigés étant largement préférés. Les tableaux sont à réserver à la présentation de données structurées (résultats, etc.).
- Les appels de note de bas de page (petits chiffres en exposant, introduits par l'outil «  Source ») sont à placer entre la fin de phrase et le point final[comme ça].
- Les liens internes (vers d'autres articles de Wikipédia) sont à choisir avec parcimonie. Créez des liens vers des articles approfondissant le sujet. Les termes génériques sans rapport avec le sujet sont à éviter, ainsi que les répétitions de liens vers un même terme.
- Les liens externes sont à placer uniquement dans une section « Liens externes », à la fin de l'article. Ces liens sont à choisir avec parcimonie suivant les règles définies. Si un lien sert de source à l'article, son insertion dans le texte est à faire par les notes de bas de page.
- La présentation des références doit suivre les conventions bibliographiques. Il est recommandé d'utiliser les modèles {{Ouvrage}}, {{Chapitre}}, {{Article}}, {{Lien web}} et/ou {{Bibliographie}}. Le mode d'édition visuel peut mettre en forme automatiquement les références.
- Insérer une infobox (cadre d'informations à droite) n'est pas obligatoire pour parachever la mise en page.

Pour une aide détaillée, merci de consulter Aide:Wikification.
Si vous pensez que ces points ont été résolus, vous pouvez retirer ce bandeau et améliorer la mise en forme d'un autre article.
La spectroscopie laser ultrarapide est une technique spectroscopique qui utilise des lasers à impulsions ultracourtes pour l'étude de la dynamique sur des échelles de temps extrêmement courtes, de l'attoseconde (10⁻¹⁸ s) à la nanoseconde (10⁻⁹ s). Différentes méthodes sont utilisées pour examiner la dynamique des porteurs de charge, des atomes et des molécules. De nombreuses procédures différentes ont été développées pour différentes échelles de temps et différentes plages d'énergie des photons ; quelques méthodes courantes sont énumérées ci-dessous.

## Spectroscopie de l'attoseconde à la picoseconde
La dynamique sur l'échelle de temps de l'attoseconde à la femtoseconde est en général trop rapide pour être mesurée électroniquement. La plupart des mesures sont effectuées en utilisant une séquence d'impulsions lumineuses ultracourtes pour lancer un processus et enregistrer sa dynamique. La largeur des impulsions lumineuses doit être à la même échelle que la dynamique à mesurer.

### Sources lumineuses

#### Laser titane-saphir
Les lasers titane-saphir sont des lasers accordables qui émettent une lumière rouge et dans le proche infrarouge (700 nm-1 100 nm). Les oscillateurs laser titane-saphir utilisent des cristaux de saphir dopé au titane comme milieu de gain et un verrouillage de mode à lentille Kerr pour obtenir des impulsions lumineuses inférieures à la picoseconde. Les impulsions typiques de l'oscillateur titane-saphir ont une énergie de l'ordre des nanojoules et des taux de répétition de 70 à 100 MHz. L'amplification par dérive de fréquence par amplification régénérative peut être utilisée pour atteindre des énergies d'impulsions plus élevées. Pour s'amplifier, les impulsions laser de l'oscillateur titane-saphir doivent d'abord être étirées dans le temps pour éviter d'endommager l'optique, puis sont injectées dans la cavité d'un autre laser où les impulsions sont amplifiées à un taux de répétition inférieur. Les impulsions amplifiées de manière régénérative peuvent être encore amplifiées dans un amplificateur multipasses. Après amplification, les impulsions sont recompressées à des largeurs d'impulsion similaires aux largeurs d'impulsion d'origine.

#### Laser à colorant
Un laser à colorant est un laser à quatre niveaux qui utilise un colorant organique comme milieu de gain. Pompés par un laser avec une longueur d'onde fixe, en raison des différents types de colorants utilisés, différents lasers à colorants peuvent émettre des faisceaux avec différentes longueurs d'onde. Une conception de laser annulaire est le plus souvent utilisée dans un système laser à colorant. De plus, des éléments d'accord, tels qu'un réseau de diffraction ou un prisme, sont généralement incorporés dans la cavité. Cela permet uniquement à la lumière dans une plage de fréquences très étroite de résonner dans la cavité et d'être émise sous forme d'émission laser. La large plage de réglage, la puissance de sortie élevée et le fonctionnement pulsé ou continu (CW) rendent le laser à colorant particulièrement utile dans de nombreuses études physiques et chimiques.

#### Laser à fibre
Un laser à fibre est généralement généré d'abord à partir d'une diode laser. La diode laser couple alors la lumière dans une fibre où elle sera confinée. Différentes longueurs d'onde peuvent être obtenues avec l'utilisation de fibres dopées. La lumière de pompage de la diode laser excite un état dans la fibre dopée, qui peut alors perdre de l'énergie, ce qui entraîne l'émission d'une longueur d'onde spécifique. Cette longueur d'onde peut être différente de celle de la lumière de pompage et plus utile pour une expérience particulière.

#### Génération de rayons X
Les impulsions optiques ultrarapides peuvent être utilisées pour générer des impulsions de rayons X de plusieurs manières. Une impulsion optique peut exciter une impulsion électronique via l'⁣effet photoélectrique, et l'accélération à travers un potentiel élevé donne aux électrons une énergie cinétique. Lorsque les électrons frappent une cible, ils génèrent à la fois des rayons X caractéristiques et un rayonnement continu de freinage. Une deuxième méthode consiste à utiliser un plasma induit par laser. Lorsqu'une lumière laser de très haute intensité est incidente sur une cible, elle enlève les électrons de la cible, créant un nuage de plasma chargé négativement. La forte force de Coulomb due au matériau ionisé au centre du nuage accélère rapidement les électrons vers les noyaux laissés derrière. Lors de la collision avec les noyaux, un rayonnement continu de freinage et des rayons X d'émission caractéristiques sont émis. Cette méthode de génération de rayons X diffuse des photons dans toutes les directions, mais génère également des impulsions de rayons X d'un ordre de grandeur de la picoseconde.

### Conversion et caractérisation

#### Caractérisation des impulsions
Pour effectuer des mesures spectroscopiques précises, plusieurs caractéristiques de l'impulsion laser doivent être connues ; la durée d'impulsion, l'énergie d'impulsion, la phase spectrale et la forme spectrale entre autres. Les informations sur la durée d'impulsion peuvent être déterminées par des mesures d'autocorrélation ou par une corrélation croisée avec une autre impulsion bien caractérisée. Les méthodes permettant une caractérisation complète des impulsions comprennent la synchronisation optique à résolution de fréquence (aussi désignée par son acronyme FROG, pour Frequency-Fesolved Optical Gating) et l'⁣interférométrie de phase spectrale pour la reconstruction directe du champ électrique (aussi désignée par son acronyme SPIDER, pour Spectral Phase Interferometry for Direct Electric-field Reconstruction).

#### Mise en forme des impulsions
La mise en forme des impulsions consiste à modifier des paramètres des impulsions de la source d'une manière bien définie, tels que leur amplitude, leur phase et leur durée. Pour amplifier l'intensité des impulsions, une  amplification des impulsions modulées est généralement appliquée, qui comprend un étireur d'impulsions, un amplificateur et un compresseur. Cela ne changera pas la durée ou la phase de l'impulsion pendant l'amplification. La compression de l'impulsion (raccourcissement de la durée de l'impulsion) est obtenue d'abord par la compression de l'impulsion dans un matériau non linéaire, puis l'élargissement du spectre est obtenu avec le compresseur suivant pour la compensation de la compression de l'impulsion. Un compresseur à fibre est habituellement utilisé dans ce cas. Les modulateurs d'impulsions font référence à des modulateurs optiques qui appliquent des transformées de Fourier à un faisceau laser. Selon la propriété de la lumière contrôlée, les modulateurs sont appelés modulateurs d'intensité, modulateurs de phase, modulateurs de polarisation, modulateurs de lumière spatiale. Selon le mécanisme de modulation, les modulateurs optiques sont divisés en modulateurs acoustiques-optiques, modulateurs électro-optiques, modulateurs à cristaux liquides, etc. Chacun est dédié à des applications différentes.

#### Génération d'harmoniques élevées
La génération d'harmoniques élevées (HHG, pour High Harmonic Generation) est le processus non linéaire où un rayonnement laser intense est converti d'une fréquence fixe en harmoniques élevées de cette fréquence par ionisation et recollision d'un électron. Il a été observé pour la première fois en 1987 par McPherson et al. qui a réussi à générer des émissions harmoniques jusqu'au 17ᵉ ordre à 248 nm dans le gaz néon. HHG est détecté en focalisant une impulsion ultrarapide, de haute intensité, proche de l'IR dans un gaz noble à des intensités de 1013 à 1014 W/cm2, et il génère des impulsions cohérentes dans la région du spectre des XUV aux rayons X "doux" (de 100 à 1 nm). Il est réalisable à l'échelle du laboratoire (systèmes de table) par opposition aux grandes installations de laser à électrons libres.
La génération d'harmoniques élevées dans les atomes est bien comprise en termes de modèle en trois étapes (ionisation, propagation et recombinaison).
- Ionisation : Le champ laser intense modifie le potentiel coulombien de l'atome, les électrons tunnels à travers la barrière et s'ionisent.
- Propagation : L'électron libre accélère dans le champ laser et prend de l'élan.
- Recombinaison : Lorsque le champ s'inverse, l'électron est accéléré vers l'ion parent et libère un photon à très haute énergie[4].

#### Techniques de conversion de fréquence
Différentes expériences de spectroscopie nécessitent différentes longueurs d'onde d'excitation ou de sonde. Pour cette raison, les techniques de conversion de fréquence sont couramment utilisées pour étendre le spectre opérationnel des sources lumineuses laser existantes. Les techniques de conversion les plus répandues reposent sur l'utilisation de cristaux avec une non-linéarité de second ordre pour effectuer soit une amplification paramétrique, soit un mélange de fréquences. Le mélange de fréquences fonctionne en superposant deux faisceaux de longueurs d'onde égales ou différentes pour générer un signal qui est un harmonique supérieur ou la fréquence somme des deux premiers. L'amplification paramétrique chevauche un faisceau de sonde faible avec un faisceau de pompe à énergie plus élevée dans un cristal non linéaire de telle sorte que le faisceau faible est amplifié et que l'énergie restante sort sous forme d'un nouveau faisceau appelé l'oisif. Cette approche a la capacité de générer des impulsions de sortie plus courtes que celles d'entrée. Différents schémas de cette approche ont été mis en œuvre. Des exemples sont l'oscillateur paramétrique optique (OPO), l'amplificateur paramétrique optique (OPA), l'amplificateur paramétrique non colinéaire (NOPA).

### Techniques

#### Absorption transitoire ultrarapide
Cette méthode est typique des expériences de « sonde à impulsions », où un laser pulsé est utilisé pour exciter les électrons d'une molécule de leurs états fondamentaux à des états excités à plus haute énergie. Une source lumineuse de sondage, typiquement une lampe à arc au xénon, est utilisée pour obtenir un spectre d'absorption du composé à divers moments après son excitation. Au fur et à mesure que les molécules excitées absorbent la lumière de la sonde, elles sont encore plus excitées à des états encore plus élevés. Après avoir traversé l'échantillon, la lumière non absorbée de la lampe à arc continue vers un réseau de photodiodes à avalanche, et les données sont traitées pour générer un spectre d'absorption de l'état excité. Étant donné que toutes les molécules de l'échantillon ne subiront pas la même dynamique simultanément, cette expérience doit être effectuée plusieurs fois et les données doivent être moyennées pour générer des spectres avec des intensités et des pics précis. Contrairement au comptage de photons uniques corrélés dans le temps (TCSPC), cette technique peut être réalisée sur des échantillons non fluorescents.
L'absorption transitoire ultrarapide peut utiliser presque n'importe quelle lumière de sonde, tant que la sonde est d'une longueur d'onde ou d'un ensemble de longueurs d'onde pertinent. Un tube monochromateur et photomultiplicateur à la place du réseau de photodiodes à avalanche permet l'observation d'une seule longueur d'onde de sonde et permet ainsi de sonder la cinétique de désintégration des espèces excitées. Le but de cette configuration est de prendre des mesures cinétiques d'espèces qui sont par ailleurs non radiatives, et en particulier, il est utile pour observer les espèces qui ont des populations de courte durée et non phosphorescentes dans le collecteur triplet dans le cadre de leur chemin de désintégration. Le laser pulsé de cette configuration est utilisé à la fois comme source d'excitation principale et comme signal d'horloge pour les mesures ultrarapides. Bien que laborieuse et longue, la position du monochromateur peut également être déplacée pour permettre la construction de profils de décroissance de l'absorbance, en fin de compte avec le même effet que la méthode ci-dessus.

#### Spectroscopie photoélectronique résolue en temps et spectroscopie photoélectronique à deux photons
La spectroscopie photoélectronique résolue en temps et la spectroscopie photoélectronique à deux photons (2PPE, pour 2 Photon Photoelectron Spectroscopy) combinent un schéma pompe-sonde avec une photoémission résolue en angle. Une première impulsion laser est utilisée pour exciter un matériau, une seconde impulsion laser ionise le système. L'⁣énergie cinétique des électrons de ce processus est ensuite détectée, grâce à diverses méthodes, notamment la cartographie de l'énergie, les mesures du temps de vol, etc. Comme ci-dessus, le processus est répété plusieurs fois, avec des délais différents entre l'impulsion de sonde et l'impulsion de pompe. Cela construit une image de la façon dont la molécule se détend au fil du temps. Une variante de cette méthode examine les ions positifs créés au cours de ce processus et est appelée spectroscopie photo-ionique à résolution temporelle (TRPIS, pour Time-Resolved Photo-Ion Spectroscopy)

#### Spectroscopie multidimensionnelle
En utilisant les mêmes principes mis au point par les expériences 2D-RMN, la spectroscopie optique ou infrarouge multidimensionnelle est possible en utilisant des impulsions ultrarapides. Différentes fréquences peuvent sonder divers processus moléculaires dynamiques pour différencier les élargissements entre les raies spectrales non homogènes et homogènes, ainsi que pour identifier le couplage entre les transitions spectroscopiques mesurées. Si deux oscillateurs sont couplés ensemble, que ce soit des vibrations intramoléculaires ou un couplage électronique intermoléculaire, la dimensionnalité ajoutée résoudra les réponses anharmoniques non identifiables dans les spectres linéaires. Une séquence d'impulsions 2D typique consiste en une impulsion initiale pour pomper le système dans une superposition cohérente d'états, suivie d'une deuxième impulsion à phase conjuguée qui pousse le système dans un état excité non oscillant, et enfin, une troisième impulsion qui se reconvertit en un état cohérent qui produit une impulsion mesurable. Un spectre de fréquences 2D peut alors être enregistré en traçant la transformée de Fourier du retard entre les premières et deuxièmes impulsions sur un axe, et la transformée de Fourier du retard entre une impulsion de détection par rapport à la troisième impulsion produisant le signal sur l'autre axe. La spectroscopie 2D est un exemple d'expérience de mélange à quatre ondes, et le vecteur d'onde du signal sera la somme des trois vecteurs d'onde incidents utilisés dans la séquence d'impulsions. Des variantes de la spectroscopie multidimensionnelle existent dans l'infrarouge et le visible ainsi que des combinaisons utilisant différentes régions de longueur d'onde.

#### Imagerie ultrarapide
La plupart des techniques d'imagerie ultrarapide sont des variantes des expériences pompe-sonde standard. Certaines techniques couramment utilisées sont l'imagerie par diffraction électronique, Kerr Gated Microscopy, imagerie avec des impulsions électroniques ultrarapides  et l'⁣imagerie térahertz. Cela est particulièrement vrai dans la communauté biomédicale où les techniques de diagnostic sûres et non invasives présentent toujours un intérêt. L'imagerie térahertz a récemment été utilisée pour identifier les zones de carie dans l'émail des dents et imager les couches de la peau. De plus, il s'est avéré capable de distinguer avec succès une région de carcinome du sein d'un tissu sain. Une autre technique appelée microscopie amplifiée à codage temporel en série s'est avérée capable de détecter encore plus tôt des quantités infimes de cellules cancéreuses dans le sang. D'autres applications non biomédicales incluent l'imagerie ultrarapide autour des coins ou à travers des objets opaques.

#### Conversion ascendante femtoseconde
La conversion ascendante femtoseconde est une technique de pompe-sonde qui utilise une optique non linéaire pour combiner le signal de fluorescence et le signal de sonde afin de créer un signal avec une nouvelle fréquence via une conversion ascendante de photons, qui est ensuite détectée. La sonde balaye les temps de retard après que la pompe a excité l'échantillon, générant un tracé de l'intensité au fil du temps.

### Applications

#### Applications de la spectroscopie femtoseconde à la biochimie
Les processus ultrarapides se retrouvent dans toute la biologie. Jusqu'à l'avènement des méthodes femtosecondes, de nombreux mécanismes de ces processus étaient inconnus,. Des exemples de ceux-ci incluent la photoisomérisation cis-trans du chromophore de rhodopsine rétinien, l'état excité et la dynamique de population de l'ADN, et les processus de transfert de charge dans les centres de réaction photosynthétiques . La dynamique de transfert de charge dans les centres de réaction photosynthétiques a une incidence directe sur la capacité de l'homme à développer une technologie de récolte de lumière, tandis que la dynamique de l'état excité de l'ADN a des implications dans des maladies telles que le cancer de la peau,. Les progrès des méthodes femtosecondes sont cruciaux pour la compréhension des phénomènes ultrarapides dans la nature.

#### Photodissociation et sondage femtoseconde
La photodissociation est une réaction chimique dans laquelle un composé chimique est décomposé par des photons. Elle est définie comme l'interaction d'un ou plusieurs photons avec une molécule cible. Tout photon avec une énergie suffisante peut affecter les liaisons chimiques d'un composé chimique, comme la lumière visible, la lumière ultraviolette, les rayons X et les rayons gamma. La technique de sondage des réactions chimiques a été appliquée avec succès aux dissociations unimoléculaires. La possibilité d'utiliser une technique femtoseconde pour étudier les réactions bimoléculaires au niveau des collisions individuelles est compliquée par les difficultés de synchronisation spatiale et temporelle. Une façon de surmonter ce problème consiste à utiliser des complexes de Van der Waals d'agrégats moléculaires faiblement liés. Les techniques femtosecondes ne se limitent pas à l'observation des réactions chimiques, mais peuvent même être exploitées pour influencer le déroulement de la réaction. Cela peut ouvrir de nouvelles voies de relaxation ou augmenter le rendement de certains produits de réaction.

## Spectroscopie de la picoseconde à la nanoseconde

### Caméra à balayage
Contrairement aux impulsions attosecondes et femtosecondes, la durée des impulsions à l'échelle de la nanoseconde est suffisamment lente pour être mesurée par des moyens électroniques. Les caméras à balayage traduisent le profil temporel des impulsions en celui d'un profil spatial ; c'est-à-dire que les photons qui arrivent sur le détecteur à des moments différents arrivent à différents endroits sur le détecteur.

### Comptage de photons uniques corrélés dans le temps
Le comptage de photons uniques corrélés dans le temps (TCSPC) est utilisé pour analyser la relaxation de molécules d'un état excité à un état d'énergie plus faible. Étant donné que diverses molécules d'un échantillon émettront des photons à des moments différents après leur excitation simultanée, la décroissance doit être considérée comme ayant un certain taux plutôt que de se produire à un moment spécifique après l'excitation. En observant combien de temps les molécules individuelles mettent pour émettre leurs photons, puis en combinant tous ces points de données, un graphique intensité en fonction du temps peut être généré qui affiche la courbe de décroissance exponentielle typique de ces processus. Cependant, il est difficile de surveiller simultanément plusieurs molécules. Au lieu de cela, des événements d'excitation-relaxation individuels sont enregistrés puis moyennés pour générer la courbe.
Cette technique analyse la différence de temps entre l'excitation de la molécule échantillon et la libération d'énergie sous la forme d'un autre photon. Répéter ce processus plusieurs fois donnera un profil de décroissance. Des lasers pulsés ou des LED peuvent être utilisés comme source d'excitation. Une partie de la lumière traverse l'échantillon, l'autre est transmise à l'électronique comme signal de "synchronisation". La lumière émise par la molécule échantillon passe à travers un monochromateur pour sélectionner une longueur d'onde spécifique. La lumière est ensuite détectée et amplifiée par un tube photomultiplicateur (PMT, pour PhotoMultiplier Tube). Le signal lumineux émis ainsi que le signal lumineux de référence sont traités par un discriminateur à fraction constante (CFD, pour Constant Fraction Discriminator) qui élimine la gigue temporelle. Après avoir traversé le CFD, l'impulsion de référence active un circuit convertisseur temps-amplitude (TAC, pour Time to Amplitude Converter). Le TAC charge un condensateur qui maintiendra le signal jusqu'à la prochaine impulsion électrique. En mode TAC inversé, le signal de "synchronisation" arrête le TAC. Ces données sont ensuite traitées par un convertisseur analogique-numérique (ADC, pour Analog to Digital Converter) et un analyseur multicanal (MCA, pour Multi-Channel Analyzer) pour obtenir une sortie de données. Pour s'assurer que la décroissance n'est pas biaisée par les photons arrivant tôt, le taux de comptage de photons est maintenu bas (généralement moins de 1 % du taux d'excitation).
Cette impulsion électrique survient après que la deuxième impulsion laser excite la molécule à un état d'énergie plus élevé et un photon est finalement émis par une seule molécule lorsqu'elle revient à son état d'origine. Ainsi, plus une molécule met de temps à émettre un photon, plus la tension de l'impulsion résultante est élevée. Le concept central de cette technique est qu'un seul photon est nécessaire pour décharger le condensateur. Ainsi, cette expérience doit être répétée plusieurs fois pour rassembler toute la gamme des délais entre l'excitation et l'émission d'un photon. Après chaque essai, un ordinateur pré-calibré convertit la tension envoyée par le TAC en un temps et enregistre l'événement dans un histogramme de temps depuis l'excitation. Étant donné que la probabilité qu'aucune molécule ne se détende diminue avec le temps, une courbe de décroissance apparaît qui peut ensuite être analysée pour connaître le taux de décroissance de l'événement.
Un facteur de complication majeur est que de nombreux processus de désintégration impliquent plusieurs états d'énergie, et donc plusieurs constantes de vitesse. Bien que l'analyse non linéaire des moindres carrés permette généralement de détecter les différentes constantes de vitesse, la détermination des processus impliqués est souvent très difficile et nécessite la combinaison de plusieurs techniques ultrarapides. La présence de croisements inter-systèmes et d'autres processus non radiatifs dans une molécule est encore plus compliquée. Un facteur limitant de cette technique est qu'elle se limite à l'étude des états d'énergie qui entraînent la décroissance de la fluorescence. La technique peut également être utilisée pour étudier la relaxation des électrons de la bande de conduction à la bande de valence dans les semi-conducteurs,.